# Luc Abalo
Luc Abalo (født 6. september 1984 i Ivry-sur-Seine, Frankrig) er en fransk tidligere håndboldspiller, der spillede for de franske klubber Paris Saint Germain og US Ivry HB og BM Ciudad Real (BM Atlético de Madrid) i Spainien, Elverum Håndball i Norge og Zeekstar Tokyo i Japan. Han afsluttede karrieren i 2023.
Hans primære position var højre fløj, men han kunne også spille som højre back.
I 2008 modtog han Æreslegionen.
Udover håndbolden er han også grafisk designer, og har deltaget i promoveringen af Paris' ansøgning til værtskabet for OL 2004.

## Landshold
Abalo debuterede på det franske landshold i juli 2005, og har siden da været med til at vinde adskillige titler.